# L'inferno di una donna
L'inferno di una donna (Through The Looking Glass) è un film pornografico statunitense del 1976 diretto da Jonas Middleton, con Catharine Burgess, Jamie Gillis e Laura Nicholson. "Catharine Burgess" era uno pseudonimo utilizzato da Catherine Erhardt. Il film, che possiede tratti sperimentali avant-garde, tratta di una signora borghese annoiata che si ritrova attratta da uno specchio che la eccita sessualmente. Nella trama del film vengono toccati argomenti quali l'incesto e i traumi psicologici ad esso connessi. La pellicola, uscita durante la "Golden Age of Porn", mostra anche scene di violenza fisica e sessuale, oltre a presentare il contenuto sessuale in modo artistico anziché erotico.

## Trama
Catherine è una donna sessualmente insoddisfatta che ricorda con rimpianto la scomparsa di suo padre. Trascorre gran parte del tempo in soffitta masturbandosi davanti a uno specchio gotico che le ricorda la sua infanzia e l'adolescenza con suo padre. Durante una delle sue visite quotidiane incontra il fantasma del padre allo specchio. Il fantasma la masturba e l'attira dentro allo specchio per farla assistere a diverse situazioni sessuali. Queste suscitano il suo interesse e alla fine culminano in una scena in cui Catherine assiste semi-riluttante alla sua adolescenza, quindi con entusiasmo, prende parte a un rapporto incestuoso con suo padre. Dopo che il padre ha finito il rapporto, fa notare a Catherine che questo era quello che lei voleva veramente. Prima di tornare alla realtà, Catherine si rende conto che questo non è suo padre ma una figura demoniaca. Lei cerca di rifiutare il suo invito a entrare nel regno dello specchio come residente permanente, ma il demone le dice che sa che tornerà come sempre in passato, dato che è annoiata dal mondo e da suo marito. Le dice di tornare allo specchio all'una di notte, ma solo dopo aver soddisfatto alcune condizioni. Non deve solo buttare via tutti i suoi gioielli, ma deve anche consentire a sua figlia Jennifer di avere un accesso incondizionato alla stanza in modo che il demone possa guardarla come ha osservato Catherine mentre cresceva nel corso degli anni.
Ciò sconvolge Catherine, poiché in precedenza aveva proibito alla figlia di entrare nella stanza e non voleva consentire al demone di avere accesso a Jennifer. Cerca di sfuggire all'appuntamento a tarda notte cercando di uscire di casa e convincere suo marito a portarla da qualche parte, ma non ci riesce. Più tardi quella notte Catherine ritorna nella stanza e in uno stato onirico inizia a masturbarsi. Il demone esce dallo specchio e mentre inizialmente languisce per il suo approccio, Catherine inizia a lottare contro le sue pretese. Quindi il demone stupra violentemente Catherine, che urlando, sveglia tutto il resto della casa. Alla fine muore, risvegliandosi in un mondo orribile in cui le persone si degradano e si scambiano l'un l'altro. Catherine è colpita dall'orrore nel rendersi conto che piuttosto che il mondo sontuoso che le era stato promesso, il demone l'ha ingannata e che è lì perché ha scelto di concentrarsi sulle illusioni sessuali e soddisfare i suoi desideri più profondi piuttosto che cercare di interagire di più con il mondo intorno a lei e migliorarsi come persona. Scopre anche che suo padre è un dannato dell'inferno nel girone dei lussuriosi, cosa che la terrorizza ulteriormente. Evitando le molte persone che cercano di aggredirla sessualmente, Catherine cerca di scappare ma non è in grado di farlo e soccombe alla follia dell'inferno. Sua figlia si siede di fronte allo specchio, estasiata tanto quanto lo era sua madre.

## Produzione
Middleton girò tre versioni differenti del film (due softcore, una hardcore) per potere avere accesso a vari mercati e pubblici diversi. Il film raggiunse una piccola notorietà sui giornali di New York dell'epoca perché presentava nel cast un'attrice di soap opera minorenne in un ruolo marginale, non sessuale, e nel manifesto originale del film era presentata come "Laura Nicholson, l'attrice quattordicenne". La dicitura venne omessa in tutti i poster successivi.

## Adattamento letterario
Dalla storia è stato tratto un romanzo scritto da Eileen Lottman sotto lo pseudonimo di "Molly Flute", e pubblicato da Dell Publishing. Ampiamente ispirato al film, il romanzo elabora maggiormente dal lato psicologico la sceneggiatura. Il libro inoltre elimina ogni ambiguità sul fatto che Catherine sia stata o meno molestata dal padre, affermando esplicitamente che il rapporto sessuale tra padre e figlia ha realmente avuto luogo, e non è stato solo una fantasia della protagonista.